# La Peña (Salamanca)
La Peña es un municipio y localidad española de la provincia de Salamanca, en la comunidad autónoma de Castilla y León. Se integra dentro de la comarca de Vitigudino y la subcomarca de La Ramajería. Pertenece al partido judicial de Vitigudino.
Su término municipal está formado por un solo núcleo de población, ocupa una superficie total de 25,19 km² y según los datos demográficos recogidos en el padrón municipal elaborado por el INE en el año 2017, cuenta con una población de 100 habitantes. Parte de su territorio se sitúa dentro del parque natural de Arribes del Duero, un espacio natural protegido de gran valor ambiental y turístico. 
Uno de sus mayores atractivos es la inmensa mole de episienita, denominada y conocida por los lugareños como La Peña Gorda.

## Toponimia
El topónimo de «La Peña» hace referencia a la gran mole de episienita existente junto a la localidad y que es conocida como «La Peña Gorda». En documentos del siglo XIII el pueblo se registra como «Penalfange», es decir, «Peña Alfange», que provendría de la palabra árabe «alfanje» (espada árabe), topónimo elegido quizás por algún suceso acaecido durante la Reconquista o por la curvatura de «La Peña Gorda». Asimismo, existe la teoría de que esta localidad sería la «Penna» (Peña) que repobló Ramiro II de León en el siglo X y que la historiografía ha identificado con Peñaranda de Bracamonte o Peñausende, aunque la escasa documentación conservada de dicha época hace imposible determinarlo.

## Geografía

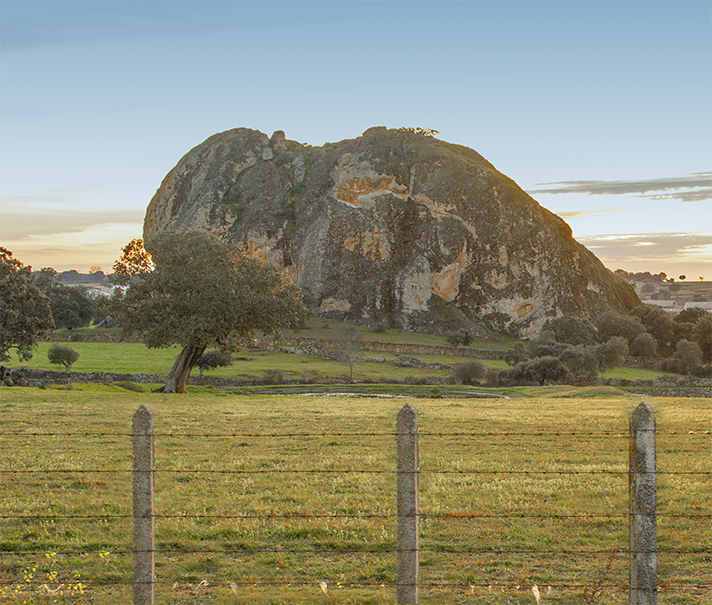
La peña de La Peña

La Peña se encuentra situada en el noroeste de la provincia de Salamanca, a 88 km de Salamanca capital. 
Se integra dentro de la comarca tradicional y agraria de La Ramajería. Depende en gran medida de Vitigudino, ya que se encuentra integrada dentro del partido judicial, la junta lectoral y el CEAS de Vitigudino. Forma parte de la Mancomunidad Arribes del Duero.
Su término municipal pertenece al parque natural de Arribes del Duero, un espacio natural protegido de gran atractivo turístico.
| Noroeste: Masueco            | Norte: Pereña de la Ribera | Noreste: Cabeza de Framontanos |
| Oeste: Fuentes de Masueco    |                            | Este: La Vídola                |
| Suroeste: Cabeza del Caballo | Sur: Valsalabroso          | Sureste: La Vídola             |

### Orografía
El elemento más llamativo y seña de identidad de la población, de la cual recibe el nombre, es la Peña Gorda, un bornhardt o inselberg de episienita que está catalogado como lugar de interés geológico en el catálogo del IGME. Este bloque rocoso, de 41 metros de altura y 71 metros de diámetro, se habría formado hace unos 320-310 millones de años a una profundidad de unos 3 km de profundidad como un granito, pero la erosión y una serie de alteraciones hidrotermales (episienitización) alteraron su composición y le dieron una mayor resistencia a la erosión, quedando con el tiempo como uno monte isla.

## Historia
La fundación de La Peña se remonta a la Edad Media, obedeciendo a las repoblaciones efectuadas por los reyes leoneses en la Alta Edad Media, quedando encuadrado dentro del Alfoz de Ledesma tras la creación de éste por el rey Fernando II de León en el siglo XII, denominándose entonces Penalfange. Anteriormente podría relacionarse con el "Penna" (Peña) que repobló Ramiro II de León en el siglo X y que la historiografía ha tendido a identificar bien con Peñaranda de Bracamonte bien con Peñausende, aunque la escasa documentación conservada de dicha época hace imposible posicionarse en ningún sentido. Con la creación de las actuales provincias en 1833, La Peña quedó integrada en la provincia de Salamanca, dentro de la Región Leonesa, pasando a formar parte del partido judicial de Vitigudino en 1844.

## Demografía
La Peña cuenta con una población de 70 habitantes (INE 2024).
| Gráfica de evolución demográfica de La Peña entre 1842 y 2021                                                       |
| |
| Población de derecho según los censos de población del INE Población de hecho según los censos de población del INE |

Según el Instituto Nacional de Estadística, La Peña tenía, a 1 de enero de 2021, una población total de 87 habitantes, de los cuales 47 eran hombres y 40 mujeres. Respecto al año 2000, el censo reflejaba 156 habitantes, de los cuales 72 eran hombres y 84 mujeres. Por lo tanto, la pérdida de población en el municipio para el periodo 2000-2021 ha sido de 69 habitantes, un 44% de descenso.

## Símbolos

### Escudo
El escudo heráldico que representa al municipio fue aprobado el 14 de marzo de 2016 con el siguiente blasón:

«Escudo español redondeado en punta, cortado: 1.º, de sinople, peña de oro; 2.º, las armas del ducado de Alburquerque, las cuales son: De oro con dos palos de gules, mantel de sinople con un dragón de oro y bordura de gules cargada con ocho aspas de oro. Le timbra corona real española cerrada.»
Boletín Oficial de Castilla y León nº 128 de 05 de julio de 2016

### Bandera
La bandera municipal fue aprobada también el 14 de marzo de 2016 con la siguiente descripción textual:

«Bandera cuadrada de proporciones 1:1. Verde con un aspa amarilla con sus barras de ancho 1/6 del ancho de la bandera cargada con el escudo heráldico municipal en su centro y con una bordura roja de ancho 1/6 del ancho de la bandera cargada de ocho aspas amarillas.»
Boletín Oficial de Castilla y León nº 128 de 05 de julio de 2016

## Administración y política
| Partido político                         | 2019  | 2019  | 2019       | 2015  | 2015  | 2015       | 2011  | 2011  | 2011       | 2007  | 2007  | 2007       | 2003  | 2003  | 2003       |
| Partido político                         | %     | Votos | Concejales | %     | Votos | Concejales | %     | Votos | Concejales | %     | Votos | Concejales | %     | Votos | Concejales |
| Partido Popular (PP)                     | 82,81 | 53    | 3          | 79,10 | 53    | 5          | 70,59 | 48    | 5          | 89,13 | 82    | 5          | 75,29 | 64    | 5          |
| Partido Socialista Obrero Español (PSOE) | 6,25  | 4     | 0          | 8,96  | 6     | 0          | 20,59 | 14    | 0          | 9,78  | 9     | 0          | 17,65 | 15    | 0          |

El alcalde de La Peña no recibe ningún tipo de prestación económica por su trabajo al frente del ayuntamiento (2017).

## Monumentos y lugares de interés
- Iglesia de San Pedro Apóstol.
- Ermita de Santa Isabel.
- La Peña.